# Julián del Castillo
Julián del Castillo fue un historiador español del siglo XVI.
Poco se sabe sobre él. Por lo que dice en sus obras era vecino de la villa de Arroyo de Muñó en el arzobispado de Burgos y publicó una Historia de los reyes godos que vinieron de la Scitia de Europa contra el Imperio Romano, y a España, y la sucesión dellos hasta el católico y potentísimo don Filipe segundo (Burgos: Felipe de Junta, 1582), que dedicó al rey Felipe II. La obra se reeditó en 1624 en Madrid retocada y alargada hasta Felipe IV por su hijo, el fraile trinitario Jerónimo de Castro y Castillo, con un título ligeramente diferente.